# Honvéd Real Húngaro

Cores do Honvéd Real Húngaro (Anverso)

O Honvéd Real Húngaro (em húngaro: Magyar Királyi Honvédség) ou Landwehr Real Húngaro (em alemão: königlich ungarische Landwehr),    comumente conhecido como Honvéd (lit.  "Defensor da Pátria"; coletivamente, o Honvédség), foi uma das quatro forças armadas (em alemão: Bewaffnete Macht  ou Wehrmacht) da Áustria-Hungria de 1867 a 1918, juntamente com a Landwehr Austríaca, o Exército Comum e a Marinha Imperial e Real. O termo honvéd era usado para se referir a todos os membros das forças terrestres húngaras em 1848–1849, mas também era usado para se referir a soldados recrutas alistados sem patente.

Cores do Honvéd Real Húngaro (Reverso)

## História
A palavra honvéd em húngaro (às vezes "honved" em fontes inglesas    ) significa "defensor da pátria" e apareceu pela primeira vez durante as revoluções de 1848. Naquela época, era o nome dado aos voluntários que eram engajados por várias semanas ou um gyözelemig (ou seja, "até a vitória") e enviados para lutar contra os sérvios e croatas. Posteriormente, a maior parte da luta foi contra o Império da Áustria, após o que vários regimentos imperiais regulares passaram para o lado húngaro. Alguns voluntários foram anexados a esses regimentos existentes e alguns se juntaram a novos regimentos regulares. Consequentemente, o termo honvéd foi usado para se referir a todos os membros das forças terrestres húngaras em 1848-49. O Honvéd foi finalmente derrotado pela Áustria com a assistência russa.

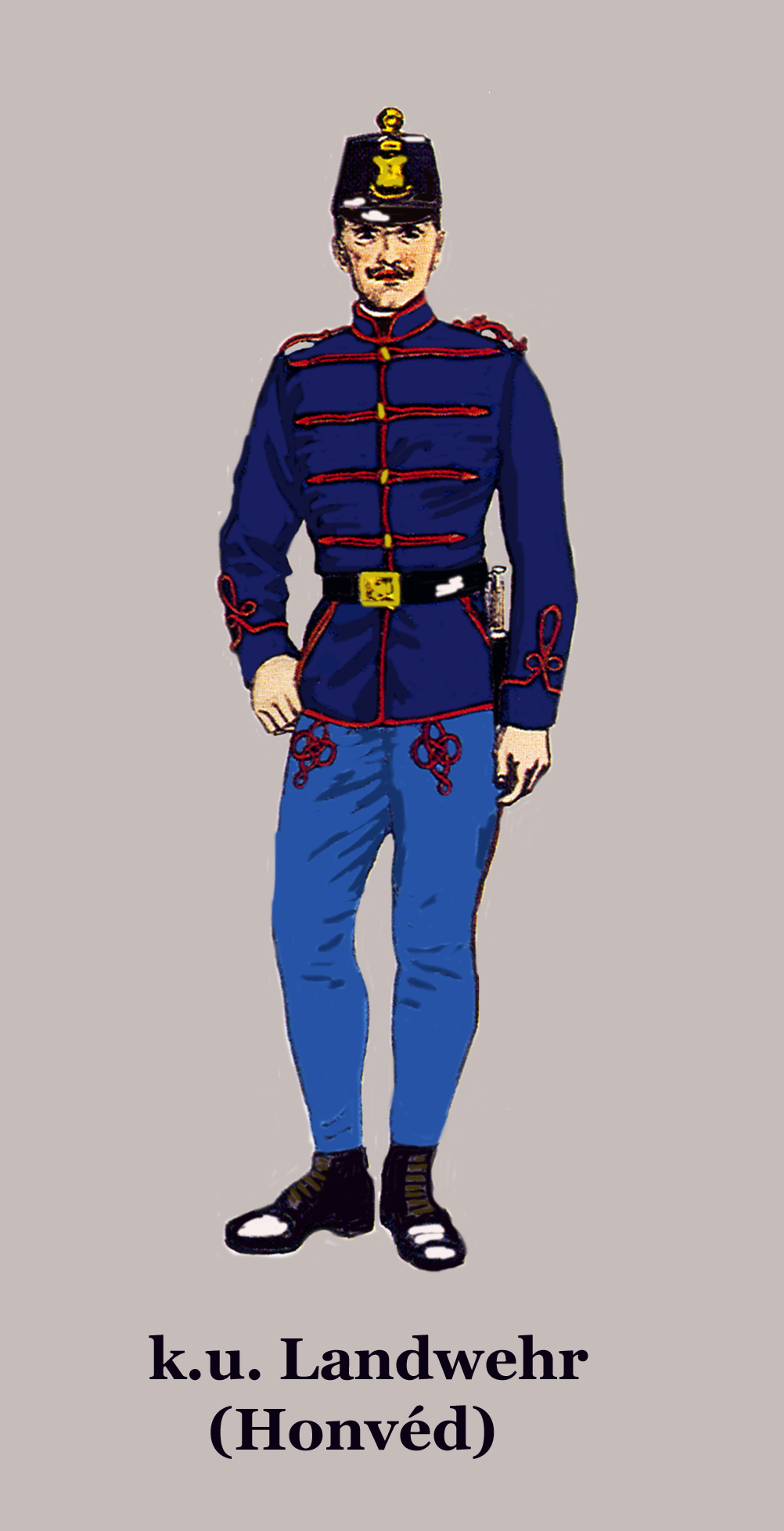
Soldado do Honvéd Real Húngaro em traje de desfile

Cerca de 40% dos soldados rasos do Exército Voluntário Revolucionário Húngaro eram constituídos por minorias étnicas do país.  Durante a revolução húngara, cerca de metade dos oficiais e generais do Exército Honvéd Húngaro eram de origem estrangeira. Havia pelo menos tantos oficiais profissionais étnicos húngaros no exército imperial dos Habsburgos como no exército revolucionário húngaro Honvéd. 
Após o Compromisso Austro-Húngaro de 1867, o Honvéd Húngaro Real foi restaurado para a Hungria, e o Landwehr Imperial-Real foi criado para a Áustria, mas ambos os estados tiveram que continuar a financiar o Exército Comum Austro-Húngaro, muito maior do que ambos. Um Ministério da Guerra Austro-Húngaro comum foi formado imediatamente para o grande Exército Comum, mas não tinha o direito de comandar diretamente os exércitos menores Landwehr Austríaco e Honvéd Húngaro, que foram respectivamente colocados sob o controle direto dos Ministérios da Defesa Austríaco e Húngaro separados. Os Ministros da Defesa Austríaco e Húngaro não foram colocados sob o comando e jurisdição do Ministério da Guerra Comum; eles eram subordinados apenas aos seus próprios primeiros-ministros e aos respectivos parlamentos em Viena e Budapeste.  O exército Honvéd Húngaro poderia se juntar ao exército imperial apenas com a autorização explícita do governo húngaro. 
O monarca tornou-se o senhor da guerra supremo, detendo toda a autoridade sobre a estrutura, organização e administração do exército. Ele nomeava os oficiais superiores, tinha o direito de declarar guerra e era o comandante-chefe do exército.
Em 21 de maio de 1893, o Memorial Honvéd foi inaugurado em Budapeste em comemoração aos feitos do Exército Nacional Húngaro durante a Revolução Húngara de 1848-49. De 1919 a 1945, Honvédség também foi o nome dado ao Exército Real Húngaro.

## Estrutura
A Landwehr húngara consistia em unidades territoriais da metade húngara (chamada Transleitânia ou Terras da Coroa de Santo Estêvão) da Áustria-Hungria, o território histórico do Reino da Hungria: esses territórios incluíam o que é a atual Hungria, Eslováquia (a chamada Alta Hungria) e partes dos atuais países da Áustria (Burgenland), Croácia, Romênia (Banato, Crișana, Maramureș, Transilvânia), Sérvia (Banato, Voivodina), Eslovênia (Prekmurje) e Ucrânia (Transcarpácia). 
Normalmente, o termo Landwehr implica unidades com poder de combate limitado. Este não era o caso do Honvéd húngaro. Embora em menor número – havia apenas três batalhões por regimento de infantaria, em vez dos quatro habituais no Exército Comum – as tropas eram soldados de combate regulares e altamente treinadas. 
O Honvéd Real Húngaro foi dividido em Honvéd Húngaro e Guarda Nacional Real Croata (também chamada de Landwehr Croata-Eslavo). O Acordo Croata-Húngaro de 1868 concedeu aos croatas o direito de introduzir o croata como língua de trabalho e de comando em suas unidades. Além disso, as unidades do Honvéd Croata-Eslavo eram subordinadas ao Bano em Agram e não ao Ministro da Defesa Nacional em Budapeste. No entanto, tanto o Ban quanto o Ministro da Defesa eram subordinados ao Primeiro-Ministro da Hungria. 

### Recrutamento
Em tempos de paz, os oficiais do Honvéd húngaro eram transferidos de regimentos húngaros regulares do Exército Comum (KuK) ou se graduavam na Academia Militar Ludovika (uma escola de cadetes aberta em 1872 especificamente para o treinamento de oficiais do Honvéd) em Budapeste. A partir de 1869, os soldados rasos do Honvéd foram recrutados como parte do processo geral de conscrição do Exército Comum, com conscritos húngaros individuais sendo alocados a regimentos específicos do KuK ou Honvéd de acordo com os números necessários. A entrada no contingente do Honvéd ou no Exército Comum era decidida por sorteio.  Alistado aos 21 anos, o soldado do Honvéd geralmente realizava 24 meses de serviço ativo antes de passar para a reserva. O compromisso com o serviço obrigatório terminava aos 36 anos. 

### Distritos do Landwehr
- I Distrito da Landwehr – Budapeste

M.kir. I budapesti honvéd kerületi parancsnokság
- II Distrito da Landwehr – Szeged

M.kir. II szegedi honvéd kerületi parancsnokság
- III Distrito da Landwehr – Kassa (Kaschau; atualmente Košice, Eslováquia)

M.kir. II kassai honvéd kerületi parancsnokság
- IV Distrito da Landwehr – Pozsony (Pressburg; atualmente Bratislava, Eslováquia)

M.kir. IV pozsonyi honvéd kerületi parancsnokság
- V Distrito da Landwehr – Kolozsvár (Klausenburg; atualmente Cluj-Napoca, Romênia)

M.kir. V kolozsvári honvéd kerületi parancsnokság
- VI Distrito da Landwehr – Zagreb (Agram)

M.kir. VI zágrábi horvát-szlavon kerületi parancsnokság

## Formações e unidades do Honvéd Real Húngaro
O Honvéd Real Húngaro era o exército permanente da Hungria. Uma parte do Honvéd era a Guarda Nacional Real Croata (Kraljevsko hrvatsko domobranstvo), que consistia em 1 divisão de infantaria (das 7 do Honvéd) e 1 regimento de cavalaria (dos 10 do Honvéd). Sua ordem de batalha no início da Primeira Guerra Mundial, em 1914, era a seguinte (as designações húngaras estão listadas no singular): 
- 6 distritos de Landwehr (honvéd katonai kerület)
- 2 divisões de infantaria (honvéd gyalogos hadosztály)
- 2 divisões de cavalaria (honvéd lovassági hadosztály)
- 4 brigadas de infantaria (honvéd gyalogosdandár)
- 12 brigadas de infantaria independentes (honvéd önálló gyalogdandár)
- 4 brigadas de cavalaria (honvéd lovasdandár)
- 32 regimentos de infantaria (honvéd gyalogezred)
- 10 regimentos de hussardos (honvéd huszárezred)
- 8 regimentos de artilharia de campanha (honvéd tábori ágyúsezred)
- 1 batalhão de artilharia a cavalo (honvéd lóvontatású tüzérosztály)

Em 1915, unidades de todo o Exército que possuíam apelidos ou títulos honoríficos os perderam por ordem do Ministério da Guerra. A partir de então, as unidades passaram a ser designadas apenas por sua designação numérica, mas a prática de títulos honoríficos permaneceu no Honvéd. 

### Divisões de infantaria
- 20ª Divisão de Infantaria Honvéd – Nagyvárad (Großwardein)
Comandante: Feldmarschalleutnant Friedrich von Csanády
  - 39ª Brigada de Infantaria Honvéd – Nagyvárad
Comandante: Major General Koloman Patzák
  - 40ª Brigada de Infantaria Honvéd – Szatmárnémeti (Sathmar)
Comandante: Coronel Béla Tarnáky
- 41ª Divisão de Infantaria Honvéd – Budapeste
Comandante: Feldmarschalleutnant Johann Nikić
  - 81ª Brigada de Infantaria Honvéd – Budapeste
Comandante: Major General Eugen Perneczky
  - 82ª Brigada de Infantaria Honvéd – Veszprém (Wesprim)
Comandante: Major-General Rudolf Schamschula

### Brigadas de infantaria independentes
- 45ª Brigada de Infantaria Honvéd – Szeged
Comandante: Major-General Rudolf Seide
- 46ª Brigada de Infantaria Honvéd – Lugos
Comandante: Major-General Lehel Festl
- 73ª Brigada de Infantaria Honvéd – Pozsony
Comandante: Coronel Paul von Nagy
- 74ª Brigada de Infantaria Honvéd – Nyitra
Comandante: Major General Franz Cvrček
- 75ª Brigada de Infantaria Honvéd – Kolozsvár
Comandante: Major General Karl Lippner von Nagyszentmiklós
- 76ª Brigada de Infantaria Honvéd – Nagyszeben
Comandante: Coronel Adalbert Benke von Tardoskedd
- 77ª Brigada de Infantaria Honvéd – Kassa
Comandante: Coronel Desiderius Molnár von Péterfalva
- 78ª Brigada de Infantaria Honvéd – Miskolcz
Comandante: Major General Josef Foglár
- 79ª Brigada de Infantaria Honvéd – Budapeste
Comandante: Major General Koloman Tabajdi
- 80ª Brigada de Infantaria Honvéd – Pécs
Comandante: Coronel Johann Háber
- 83ª Brigada de Infantaria Honvéd – Agram
Comandante: Major General Nikolaus Ištvanović von Ivanska
- 84ª Brigada de Infantaria Honvéd – Osijek
Comandante: Coronel Daniel Kolak

### Divisões de cavalaria
- 5ª Divisão de Cavalaria Honvéd – Budapeste
Comandante: Feldmarschalleutnant Ernst Anton von Froreich-Szábo
  - 19ª Brigada de Cavalaria Honvéd – Budapeste
Comandante: Major General Ferdinand Graf von Bissingen und Nippenburg
  - 23ª Brigada de Cavalaria Honvéd – Zalaegerszeg
Comandante: Coronel Barão Colbert Zech
- 11ª Divisão de Cavalaria Honvéd – Debreczen
Comandante: Major General Julius Freiherr Nagy von Töbör-Éthe
  - 22ª Brigada de Cavalaria Landwehr – Szeged
Comandante: Coronel Karl Czitó
  - 24ª Brigada de Cavalaria Landwehr – Kassa
Comandante: Coronel Ladislaus Jóny von Jamnik

### Regimentos de infantaria

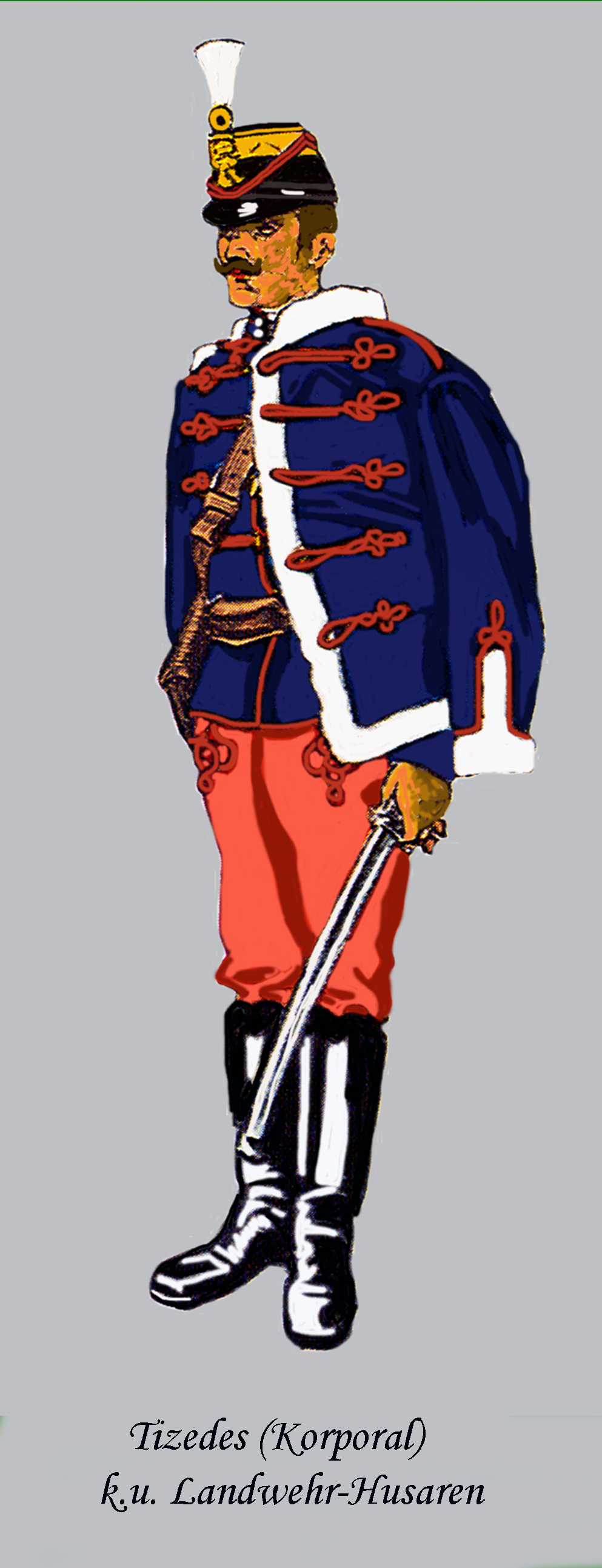
Hussardo do Honvéd com peliça

| I. | II. |
| --- | --- |
| - 1º Regimento de Infantaria Honvéd de Budapeste Comandante: Coronel Ludwig Bartha – Bartha Lajos ezredes - 2º Regimento de Infantaria Honvéd de Gyula Comandante: Coronel Alexander Vinzenz von Vinczfalva – Vincfalvi Vincz Sándor ezredes - 3º Regimento de Infantaria Honvéd de Debreczen Comandante: Stephan Stadler – Stadler István ezredes - 4º Regimento de Infantaria Honvéd de Nagyvárad Comandante: Coronel Sigmund Ránffy – Ránffy Zsigmond ezredes - 5º Regimento de Infantaria Honvéd de Szeged Comandante: Coronel Desiderius Nónay – Nónay Dezső ezredes - 6º Regimento de Infantaria Honvéd de Szabadka Comandante: Coronel Rudolf Kamenszky – Kamenszky Rezső ezredes - 7º Regimento de Infantaria Honvéd de Versecz Comandante: Coronel Kornel Bernatsky – Bernatsky Kornél ezredes - 8º Regimento de Infantaria Honvéd de Lugos Comandante: Coronel Julius Létay von Nyirjes – Nyirjesi Létay Gyula ezredes - 9º Regimento de Infantaria Honvéd de Kassa Comandante: Coronel Julius Preinreich – Preinreich Gyula ezredes - 10º Regimento de Infantaria Honvéd de Miskolcz Comandante: Coronel Samuel Daubner – Daubner Samu ezredes - 11º Regimento de Infantaria Honvéd de Munkács Comandante: Coronel Rudolf Pillepić; von Lippahora – Lippahorai Pillepić Rezső ezredes - 12º Regimento de Infantaria Honvéd de Szatmár Comandante: Coronel Martin Tahy von Tahvár – Tahváry Tahy Márton ezredes - 13º Regimento de Infantaria Honvéd de Pozsony Comandante: Coronel Anton Pogány – Pogány Antal ezredes - 14º Regimento de Infantaria Honvéd de Nyitra Comandante: Coronel Lazarus Formanek – Formanek Lázár ezredes - 15º Regimento de Infantaria Honvéd de Trencsén Comandante: Coronel Heinrich Dormándy von Dormánd – Dormándi Dormándy Henrik ezredes - 16º Regimento de Infantaria Honvéd de Beszterczebánya Comandante: Coronel Franz Hill – Hill Ferenc ezredes | - 17º Regimento de Infantaria Honvéd de Székesfehérvár Comandante: Coronel Michael Gombos – Gombos Mihály ezredes - 18º Regimento de Infantaria Honvéd de Sopron Comandante: Coronel Ludwig Brunswik von Korompa – Korompai Brunswick Lajos ezredes - 19º Regimento de Infantaria Honvéd de Pécs Comandante: Coronel Otto Kleszky – Kleszky Ottó ezredes - 20º Regimento de Infantaria Honvéd de Nagykanizsa Comandante: Coronel Georg Ritter von Szypniewski – Lovag Szypniewski György ezredes - 21º Regimento de Infantaria Honvéd de Kolozsvár Comandante: Coronel Raimund Latzin – Latzin Rajmond ezredes - 22º Regimento de Infantaria Honvéd de Maros-Vásárhely Comandante: Coronel Árpád Schön – Schön Árpád ezredes - 23º Regimento de Infantaria Honvéd de Nagyszeben Comandante: Tenente-coronel Desiderius Szoták – Szoták Dezső alezredes - 24º Regimento de Infantaria Honvéd de Brassó Comandante: Coronel Philipp Karleusa – Karleusa Fülöp ezredes - 25º Regimento de Infantaria Honvéd de Agram Comandante: Coronel Anton Matašić – Matašić Antal ezredes - 26º Regimento de Infantaria Honvéd de Károlyváros Comandante: Coronel Georg Petrović – Petrović György ezredes - 27º Regimento de Infantaria Honvéd de Sziszek Comandante: Coronel Alois Petković – Petković Alajos ezredes - 28º Regimento de Infantaria Honvéd de Eszék Comandante: Coronel Julius Simonović – Simonović Gyula ezredes - 29º Regimento de Infantaria Honvéd de Budapeste Comandante: Coronel Josef Ehmann – Ehmann József ezredes - 30º Regimento de Infantaria Honvéd de Budapeste Comandante: Coronel Rudolf Polgár – Polgár Rezső ezredes - 31º Regimento de Infantaria Honvéd de Veszprém Comandante: Coronel Eduard Weeber – Weeber Ede ezredes - 32º Regimento de Infantaria Honvéd de Dés Comandante: Coronel Karl Parupka – Parupka Károly ezredes |

### Regimentos de cavalaria
- 1º Honvéd Hussardos de Budapeste
  - 19ª Brigada de Cavalaria Honvád - 5ª Divisão de Cavalaria Honvád

Comandante: Coronel Colbert Zech von Deybach Freiherr von Hart und Sulz – Debachi Zech Colbert harti és sulzi báró, ezredes
- 2º Debreczen Honvéd Hussars
  - 22ª Brigada de Cavalaria Honvéd - 11ª Divisão de Cavalaria Honvéd

Comandante: Tenente Coronel Johann Flór – Flór János alezredes
- 3º Szeged Honvéd Hussars
  - 22ª Brigada de Cavalaria Honvéd - 11ª [16] Divisão de Cavalaria Honvéd

Comandante: Tenente Coronel Árpád Cserépy von Kisruszka – Kisruszkai Cserépy Árpád alezredes
- 4º Szabadka Honvéd Hussars
  - Esquadrões I e II, 23ª Divisão de Infantaria Honvéd
  - III e IV Esquadrões, 20ª Divisão de Infantaria Honvéd
  - V e VI Esquadrões, 41ª Divisão de Infantaria Honvéd

Comandante: Tenente Coronel Nikolaus Jankovich von Jeszenicze – Jeszeniczai Jankovich Miklós alezredes
- 5º Kassa Honvéd Hussars
  - 24ª Brigada de Cavalaria Honvéd – 11ª Divisão de Cavalaria Honvéd

Comandante: Coronel Paul Hegedüs – Hegedüs Pál ezredes
- 6º Zalaegerszeg Honvéd Hussardos
  - 23ª Brigada de Cavalaria Honvéd - 5ª Divisão de Cavalaria Honvéd

Comandante: Tenente Coronel Ladislaus Forster von Szenterzsébet – Szenterzsébeti Forster László alezredes
- 7º Pápa Honvéd Hussars
  - 23ª Brigada de Cavalaria Honvéd - 5ª Divisão de Cavalaria Honvéd

Comandante: Coronel Johann Graf Lubienski – Gróf Lubienski János ezredes
- Pécs Honvéd Hussars 8
  - 19ª Brigada de Cavalaria Honvéd - 5ª Divisão de Cavalaria Honvéd

Comandante: Tenente Coronel Alexius Thege von Konkoly – Konkoly Thege Elek alezredes
- 9º Hussardos Maros-Vásárhely Honvéd
  - 24ª Brigada de Cavalaria Honvéd -1ª Divisão de Cavalaria Honvéd

Comandante: Coronel Koloman Géczy von Garamszeg – Garamszegi Géczy Kálmán ezredes
- 10º Varazdin Honvéd Hussars
  - I e II Esquadrões, 36ª Divisão de Infantaria Honvéd
  - III e IV Esquadrões, 42ª Divisão de Infantaria Honvéd
  - V e VI Sqns, 13ª Brigada de Infantaria Honvéd

Comandante: Tenente Coronel Alois Hauer – Hauer Alajos alezredes

### Regimentos de artilharia de campanha
- 1º Regimento de Artilharia – 1. honvéd tábori ágyúsezred
Guarnição: Budapeste – 4ª Divisão de Infantaria Honvéd – I Distrito Landwehr
Formação: 1913
Comandante: Coronel Anton Hellebronth von Tiszabeö – Tiszabeöi Hellebronth Antal ezredes
- 2º Regimento de Artilharia de Campanha – 2 honvéd tábori ágyúsezred
Guarnição: Nagyszeben – 23ª Divisão de Infantaria Honvéd – V Distrito Landwehr
Formação: 1914
Comandante: Tenente Coronel Ladislaus Thaisz – Thaisz Lázló alezredes
- 3º Regimento de Artilharia de Campanha – 3 honvéd tábori ágyúsezred
Guarnição: Kassa – 39ª Divisão de Infantaria Honvéd – III Distrito Landwehr
Formação: 1914
Comandante: Tenente Coronel Heinrich Loidin – Loidin Henrik alezredes
- 4º Regimento de Artilharia de Campanha – 4 honvéd tábori ágyúsezred
Guarnição: Nyitra – 37ª Divisão de Infantaria Honvéd – IV Distrito Landwehr
Formação: 1914
Comandante: Tenente Coronel Alexander Mattanovich – Mattanovich Sándor alezredes
- 5º Regimento de Artilharia de Campanha – 5 honvéd tábori ágyúsezred
Guarnição: Maros-Vásarhely – 38ª Divisão de Infantaria Honvéd – V Distrito Landwehr
Formação: 1914
Comandante: Tenente Coronel Egon Stráner – Sztráner Jenő alezredes
- 6º Regimento de Artilharia de Campanha – 6 honvéd tábori ágyúsezred
Guarnição: Agram – 42ª Divisão de Infantaria Honvéd – VI Distrito Landwehr
Formação: 1914
Comandante: Tenente Coronel Rudolf Sekulić – Sekulić Rezső alezredes
- 7º Regimento de Artilharia de Campanha – 7 honvéd tábori ágyúsezred
Guarnição: Hajmaskér – 41ª Divisão de Infantaria Honvéd – VII Distrito Landwehr
Formação: 1914
Comandante: Tenente Coronel Gustav Kapp – Capp Gusztáv alezredes
- 8º Regimento de Artilharia de Campanha – 8º honvéd tábori ágyúsezred
Guarnição: Hajmaskér – 20ª Divisão de Infantaria Honvéd – II Distrito Landwehr
Formação: 1914
Comandante: Coronel Albert Pohl – Pohl Albert ezredes
- 1ª Divisão de Artilharia Montada de Honvéd – honvéd lovastüzér osztály
Guarnição: Szeged – 11ª Divisão de Cavalaria Honvéd – II Distrito Landwehr
Formação: 1914

## Museu
A história das forças austro-húngaras está documentada em detalhes no Museu de História Militar de Viena, fundado pelo Imperador Francisco José I como Museu de Armamentos da Corte Imperial-Real (kk Hofwaffenmuseum). Em um armário de exposição especial no Salão V (o Salão Francisco José) do museu, vários uniformes da Imperial Royal Landwehr são exibidos, um relevo na parte traseira do armário mostra os territórios dos quais a Landwehr Húngara e a Landwehr Imperial-Real recrutaram. 